# Cyclosa albopunctata
Cyclosa albopunctata là một loài nhện trong họ Araneidae.
Loài này thuộc chi Cyclosa. Cyclosa albopunctata được Wladislaus Kulczynski miêu tả năm 1901.